# Kedung Kamal
Kedung Kamal is een bestuurslaag in het regentschap Purworejo van de provincie Midden-Java, Indonesië. Kedung Kamal telt 1303 inwoners (volkstelling 2010).